# Microsorum fortunei
Microsorum fortunei là một loài thực vật có mạch trong họ Polypodiaceae. Loài này được (T. Moore) Ching miêu tả khoa học đầu tiên năm 1933.

## Hình ảnh

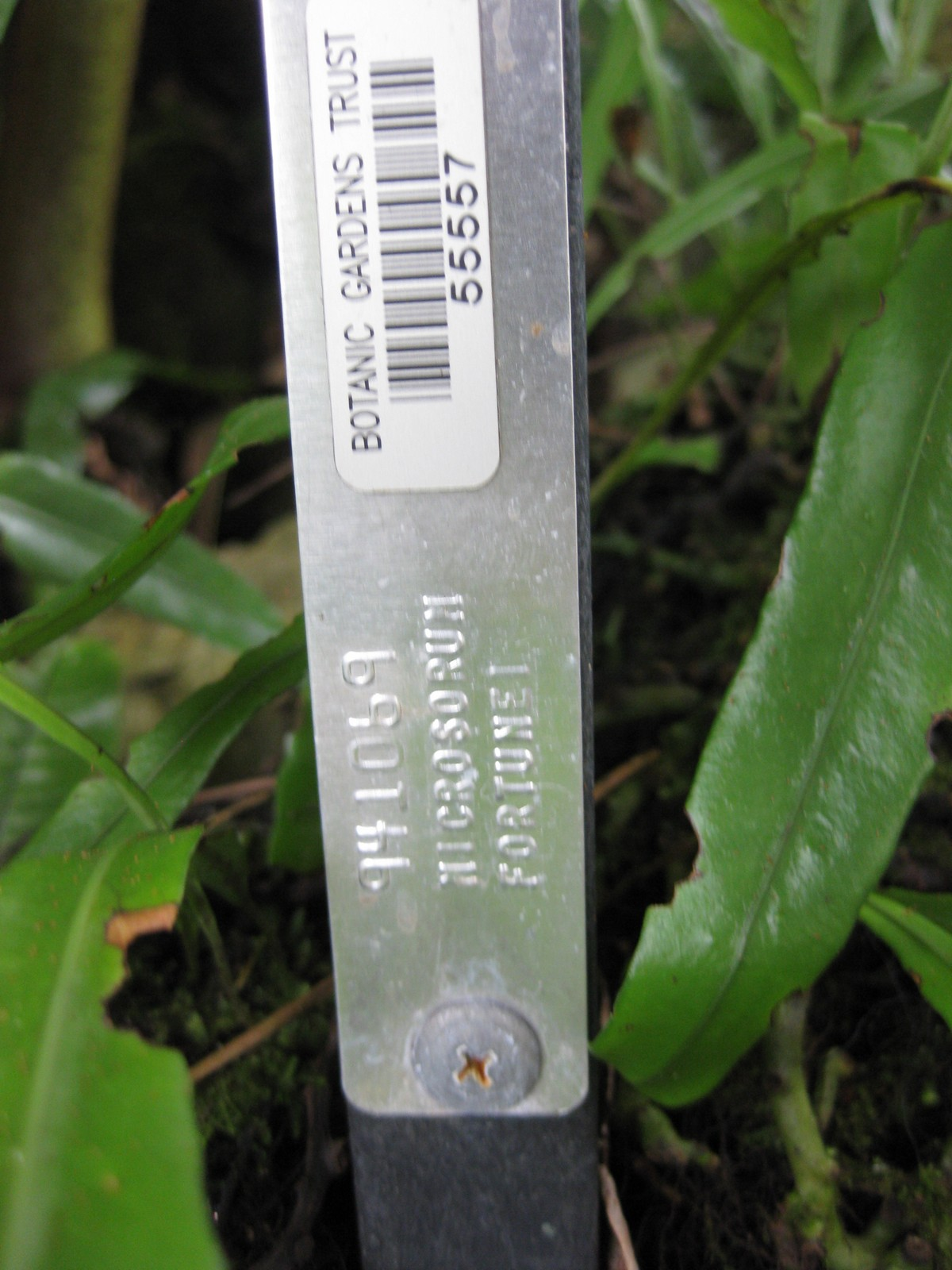